# Стэннард, Роберт
Роберт Стэннард (англ. Robert Stannard; род. 16 сентября 1998, Сидней,
Австралия) — австралийский профессиональный шоссейный велогонщик, выступающий за команду Мирового тура «Mitchelton-Scott».

## Достижения
2015
2-й  Чемпионат Океании — Групповая гонка (юниоры)
2-й  Чемпионат Новой Зеландии — Групповая гонка (юниоры)
3-й  Чемпионат Океании — Индивидуальная гонка (юниоры)
3-й  Чемпионат Новой Зеландии — Индивидуальная гонка (юниоры)
2016
1-й — Этап 7 Tour of the Great South Coast
2-й  Чемпионат Океании — Групповая гонка (юниоры)
2-й National Capital Tour
3-й  Чемпионат Океании — Индивидуальная гонка (юниоры)
2017
1-й Gravel and Tar
2-й Toscane-Terre de cyclisme U23 — Генеральная классификация
1-й — Этап 1
1-й — Этап 3 Rhône-Alpes Isère Tour
3-й Чемпионат Австралии — Индивидуальная гонка U23
6-й Paris–Arras Tour — Генеральная классификация
7-й Чемпионат Океании — Групповая гонка U23
7-й Чемпионат Океании — Индивидуальная гонка U23
8-й Джиро д’Италия U23 — Генеральная классификация
2018
1-й Giro del Belvedere U23
1-й Gran Premio di Poggiana U23
2-й Trofeo Banca Popolare di Vicenza U23
3-й Джиро д’Италия U23 — Генеральная классификация
1-й — Этап 9
3-й New Zealand Cycle Classic — Генеральная классификация
1-й  — Молодёжная классификация
3-й Тур Фландрии U23
4-й Flèche Ardennaise 
8-й Кубок Японии 
9-й Тур Бретани — Генеральная классификация
1-й — Этап 7